# Lifebuoy

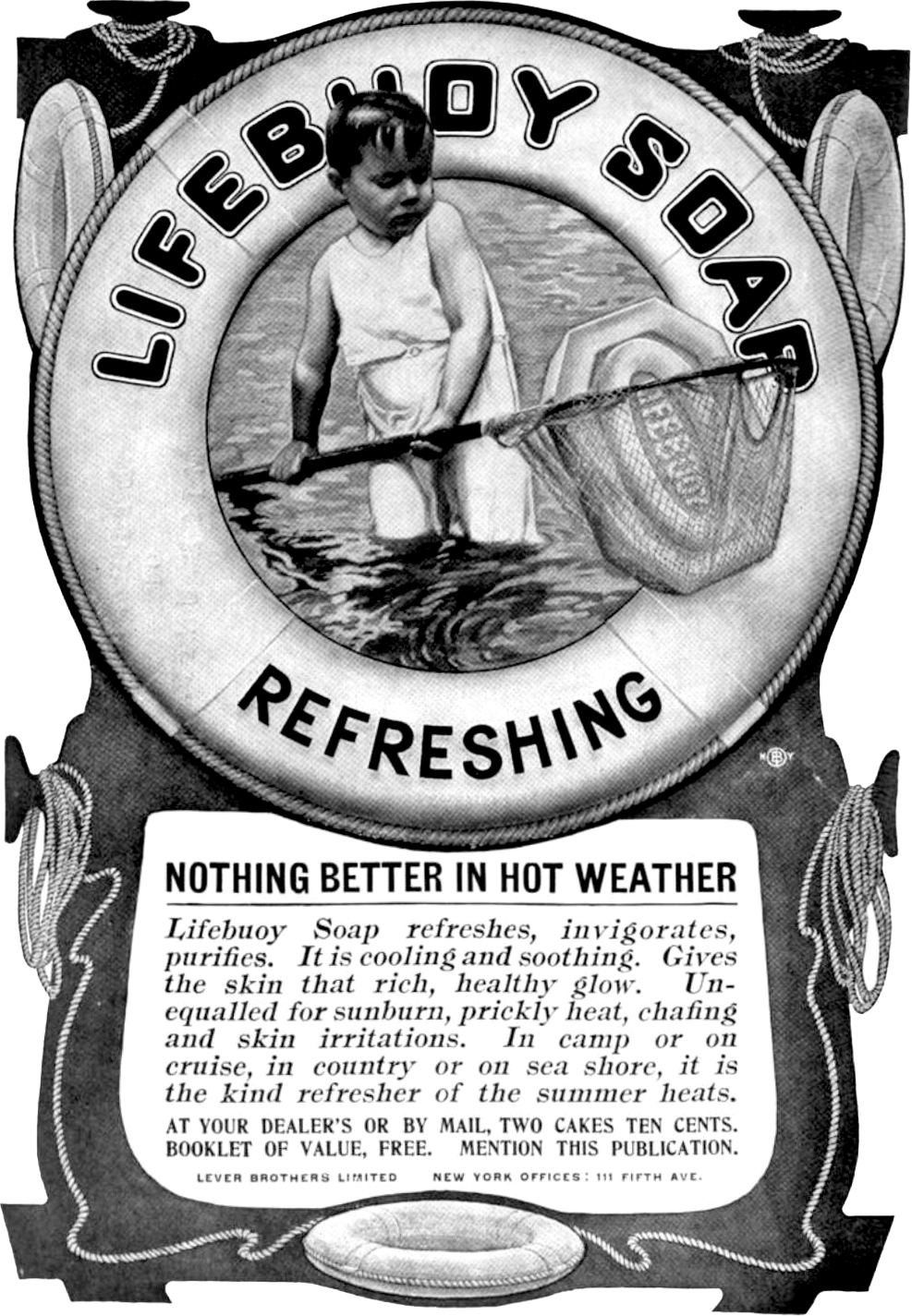
Publicidad de Lifebouy de 1902 en la revista Good housekeeping.

Lifebuoy (literalmente del inglés: salvavidas), es una marca de jabón puesta originalmente a la venta por Lever Brothers en Inglaterra en 1895. Popular por más de 100 años, todavía está disponible en el Reino Unido y España, a través de las tiendas de especialidad que los importan a través de Jupiter Imports (UK) en Inglaterra, en España suele darse a la venta en comercios de Cádiz y en Málaga, ya que este jabón se vende en Ceuta. También se puede encontrar en Portugal. Aunque Lifebuoy ha salido de la producción en los EE.UU y el Reino Unido, todavía se está produciendo en masa en Chipre, así como también en India y Trinidad y Tobago. Desde 2010 esta a la venta en Argentina y Paraguay.
En los países musulmanes donde Lifebuoy se vende (Oriente Medio, Pakistán, Bangladés y Malasia) el logo de esta marca es distinto, por motivos religiosos en vez de una silueta de la cruz roja, aparece la silueta del símbolo universal de la salud (Vara de Esculapio).
- Datos: Q4244899
- Multimedia: Lifebuoy (soap) / Q4244899